# Programul Polis
Programul Polis, ortografiat și Pólis (grafia portugheză a cuvântului elen πόλις = oraș), este un instrument de sprijin financiar pentru programele de reînnoire urbană finanțate de Uniunea Europeană și gestionate de Guvernul Portugaliei. Denumirea sa oficială este Programa de Requalificação Urbana e Valorização Ambiental de Cidades (în română Programul de Reabilitare Urbană și Îmbunătățire Ambientală a Orașelor.
Scopul programului este să încurajeze intervențiile în aspectele urbanistice și ambientale, pentru a promova calitatea vieții în orașe, îmbunătățind atractivitatea și competitivitatea polurilor urbane. Un rezumat al obiectivului acestui program este „promovarea calității vieții urbane”. La baza programului Polis stă Planul Național de Dezvoltare Economică și socială (în portugheză Plano Nacional de Desenvolvimento Económico e Social, prescurtat PNDES), având drept țintă recalificarea orașelor, îmbunătățirea competitivității acestora, consolidarea rolului lor în organizarea teritoriului și îmbunătățirea calității vieții locuitorilor lor.